# 朱翊鐸 (鄭王)
鄭靜王朱翊鐸（？—？），是敬王朱載壐之子，明朝第七代鄭王。

## 生平
据《怀庆府志》记载，朱翊鐸起初封为考城王。崇禎十三年（1640年）其兄世子朱翊鐘私自販賣奴隸、又違祖制養食客被賜死。於是他襲封鄭王，但何年襲封則不可考。崇禎十七年（1644年）北京失守，明朝亡，他下落不明。南明朝廷補其諡號靜，後來由其子朱常澂嗣位。